# Kanton Meaux-Sud
Der Kanton Meaux-Sud war von 1976 bis 2015 ein französischer Wahlkreis im Arrondissement Meaux, im Département Seine-et-Marne und in der Region Île-de-France; sein Hauptort war Meaux.

## Gemeinden
Der Kanton bestand aus dem südlichen Teil der Stadt Meaux (angegeben ist hier die Gesamteinwohnerzahl der Stadt. Im Kanton lebten etwa 14.500 Einwohner) sowie weitere neun Gemeinden:
| Gemeinde            | Einwohner Jahr | Fläche km² | Bevölkerungsdichte | Code INSEE | Postleitzahl |
| ------------------- | -------------- | ---------- | ------------------ | ---------- | ------------ |
| Fublaines           | 1.154 (2013)   | 5,49       | 210 Einw./km²      | 77199      | 77470        |
| Isles-lès-Villenoy  | 919 (2013)     | 6,97       | 132 Einw./km²      | 77232      | 77450        |
| Mareuil-lès-Meaux   | 2.730 (2013)   | 7,17       | 381 Einw./km²      | 77276      | 77100        |
| Meaux               | 53.766 (2013)  | –          | – Einw./km²        | 77284      | 77100        |
| Montceaux-lès-Meaux | 601 (2013)     | 4,5        | 134 Einw./km²      | 77300      | 77470        |
| Nanteuil-lès-Meaux  | 5.890 (2013)   | 7,65       | 770 Einw./km²      | 77330      | 77100        |
| Trilbardou          | 679 (2013)     | 7,54       | 90 Einw./km²       | 77474      | 77450        |
| Trilport            | 4.930 (2013)   | 10,97      | 449 Einw./km²      | 77475      | 77470        |
| Vignely             | 273 (2013)     | 3,52       | 78 Einw./km²       | 77498      | 77450        |
| Villenoy            | 4.274 (2013)   | 7,37       | 580 Einw./km²      | 77513      | 77124        |